# Мостовське (Варгашинський район)
Мостовське́ (рос. Мостовское) — село у складі Варгашинського району Курганської області, Росія. Адміністративний центр Мостовської сільської ради.
Населення — 1544 особи (2010, 1722 у 2002).